# Chrysobothris holynskii
Chrysobothris holynskii es una especie de escarabajo del género Chrysobothris, familia Buprestidae. Fue descrita científicamente por Barries en 2011.